# Giórgos Katídis
Giórgos Katídis (en grec moderne : Γιώργος Κατίδης), né le 12 février 1993 à Thessalonique, est un footballeur grec qui évolue au poste de milieu de terrain.

## Carrière

### Débuts
Giórgos Katídis débute sous le maillot du club de sa ville natale l'Aris Salonique avec lequel il fait des apparitions en Superleague dès l'âge de 17 ans. Capitaine de l'Équipe de Grèce des moins de 19 ans, il atteint avec celle-ci la finale du Championnat d'Europe des moins de 19 ans 2012. En 2012, il signe un contrat de quatre ans à l'AEK Athènes.

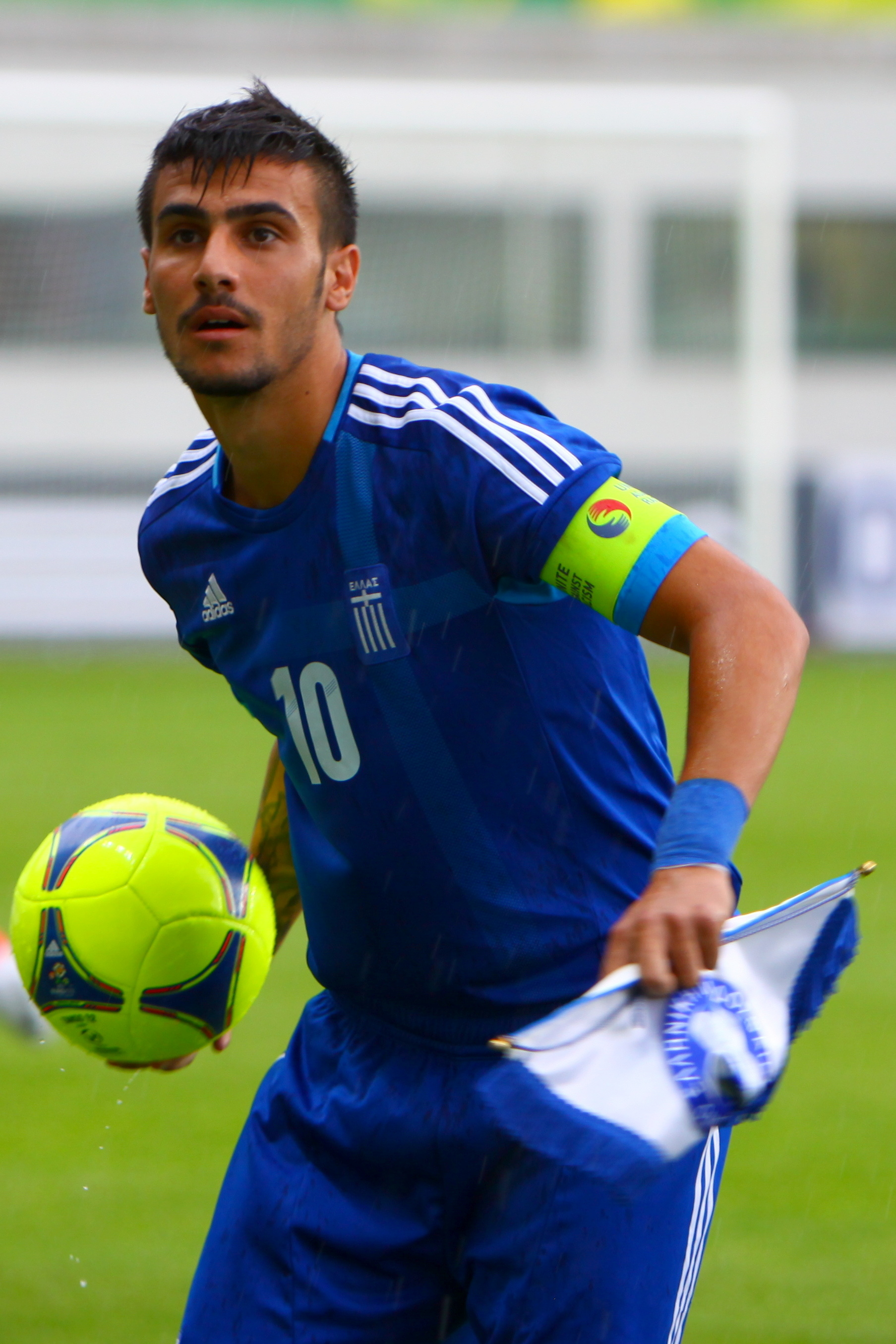
Giórgos Katídis face à l’Angleterre, demi-finale du Championnat d'Europe de football des moins de 19 ans 2012 (victoire 2-1)

### Suspension internationale à vie
Le 17 mars 2013, la fédération hellénique de football l'a exclu « à vie » de la sélection nationale, pour avoir, la veille, célébré un but en club par un salut fasciste. D'après certains médias grecs, il aurait déclaré soutenir légalement le parti Aube dorée ; puis l'AEK Athènes, son club, le suspend jusqu'à la fin de la saison.
Pour des gestes similaires, un joueur de la Lazio Rome, Paolo Di Canio, avait été suspendu pour un match en 2005 par la fédération italienne de football, puis un autre joueur du club, Mauro Zárate, avait écopé d'un avertissement en 2010.

### Transfert en Italie
En juillet 2013, Giórgos Katídis signe au Novara Calcio, club italien de Série B.

## Palmarès

### En équipe nationale
- Équipe de Grèce des moins de 19 ans
  - Finaliste du Championnat d'Europe de football des moins de 19 ans en 2012